# Marc McDermott
Marcus McDermott (24 de julho de 1881 - 5 de janeiro de 1929) foi um ator de cinema e teatro nascido na Austrália e radicado no cinema estadunidense durante a era do mudo, que atuou em 219 filmes entre 1909 e 1929.

## Biografia
McDermott nasceu Marcus McDermott em Goulburn, New South Wales, Austrália, de pais irlandeses. Aos 15 anos, estava estudando no jesuíta de Sydney, quando seu pai Patrick morreu. Para sustentar sua mãe e irmã, McDermott começou a atuar numa companhia teatral em Sydney. Dentro de um ano, ele foi descoberto pelo ator George Rignold, que o colocou em alguns de seus trabalhos futuros. Mais tarde, em Londres, McDermott foi visto pela esposa de Patrick Campbell e foi transformado em estrela. Ele então partiu para os Estados Unidos e atuou na Broadway ao lado de Sir George Orreyed em The Second Mrs. Tanqeray. Voltando a Londres, o agente e produtor Charles Frohman viu seu trabalho e ficou impressionado. Ele então o contratou para interpretar Sherlock Holmes e o levou para os Estados Unidos. Na Broadway, atuou em peças como The joy of Living, em 1902; Peer Gynt em 1907; e o musical Peggy Machree', entre 1908 e 1909.

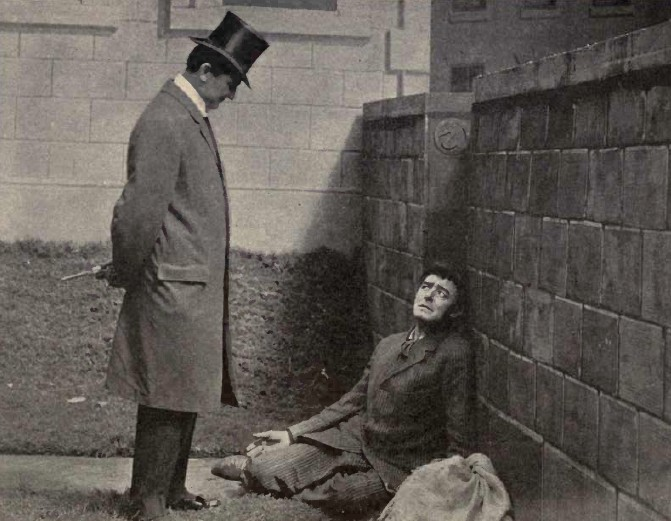
Cena do filme Van Bibber's Experiment (1911), com Robert Conness e Marc McDermot.

McDermott ingressou na indústria cinematográfica americana quando foi contratado por Thomas Edison em 1909, para atuar no Edison Studios, no Bronx, em substituição a Maurice Costello, que mudara para o Vitagraph Studios. McDermott foi então escolhido para um papel em Les Misérables, em 1909, atuando com Maurice Costello e William V. Ranous. Mais tarde, naquele ano, ele atuou no curta-metragem Lochinvar, de 1909, baseado na história de Sir Walter Scott. Esse filme foi lançado antes de Les Misérables, apesar de ter sido filmado depois. No ano seguinte, McDermott atuou como Ebenezer Scrooge na adaptação da história de Charles Dickens, A Christmas Carol, em 1910.
Em 1912, McDermott estrelou com Mary Fuller e Charles Stanton Ogle o primeiro seriado estadunidense, What Happened to Mary, feito pelo Edison Studios e lançado em 26 de julho de 1912, com a publicação concomitante do seriado pela revista Ladies' World. Também ao lado de Mary Fuller atuou  no seriado seguinte do Edison Studios, Who Will Marry Mary?, em 1913. Dois anos depois, McDermott atuou em outro seriado, também do Edison Studios, The Man Who Disappeared, que usou a mesma fórmula do What Happened to Mary, com publicação concomitante pela revista.
McDermott estrelou perto de 140 filmes para o Edison Studios em 1916, e aparecia frequentemente nas páginas de revistas como Photoplay e The Moving Picture World|Moving Picture World. Posterioremnte, McDermott deixou o Edison Studios e foi para o Vitagraph Studios.
Entre seus filmes destacam-se Kathleen Mavourneen, em 1919, ao lado de Theda Bara; Lucretia Lombard, em 1923, ao lado de Irene Rich e Norma Shearer; e Flesh and the Devil, em 1926, pela MGM, ao lado de Greta Garbo e John Gilbert. Seu último filme foi The Whip (Almas Danadas, em português), em 1928, pela First National Pictures.

## Vida pessoal
Em 20 de abril de 1916,  McDermott casou com a atriz de teatro Miriam Nesbitt, que atuou com ele em vários filmes, tais como The Man Who Disappeared.

## Morte
McDermott morreu aos 47 anos, em 5 de janeiro de 1929, de cirrose hepática, durante uma cirurgia. Ele foi sepultado no Forest Lawn Memorial Park, em Glendale.

## Filmografia parcial
- Les Misérables (1909)
- Michael Strogoff (1910)

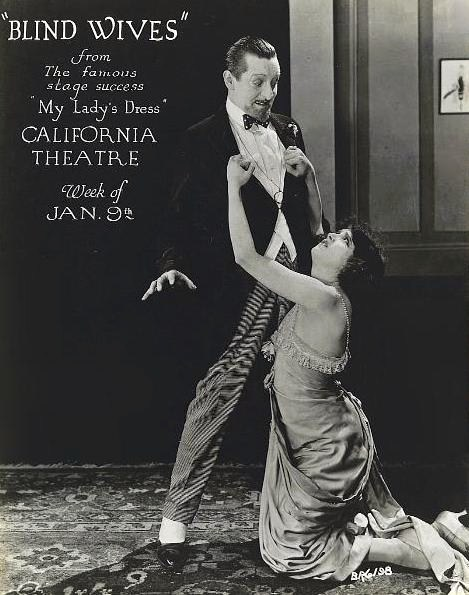
Cartaz promocional apresentando Marc McDermott e Estelle Taylor no filme Blind Wives (1920)

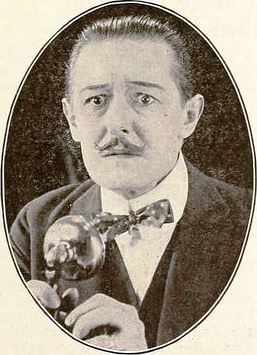
Marc McDermott como Lee no filme The Thirteenth Chair (1919)

- A Christmas Carol (1910) as Ebenezer Scrooge
- Van Bibber's Experiment (1911)
- Three Musketeers (1911)
- What Happened to Mary (1912)
- The Passer-By (1912)
- Who Will Marry Mary? (1913)
- Mary Stuart (1913)
- The Mystery of Room 13 (1915)
- The Man Who Disappeared (1914)
- The Thirteenth Chair (1919)
- Kathleen Mavourneen (1919)
- Even as Eve (1920) - O'Hara
- While New York Sleeps (1920)
- Blind Wives (1920)
- Footlights (1921)
- Miss 139 (1921)
- The Spanish Jade (1922)
- Lucretia Lombard (1923)
- Hoodman Blind (1923)
- He Who Gets Slapped (1924)
- Dorothy Vernon of Haddon Hall (1924)
- The Lady (1925)[6]
- Flesh and the Devil (1926)
- The Temptress (1926)[7]
- Ressurrection (1927)[8]
- The Road to Romance (1927)
- Man, Woman and Sin (1927)
- Glorious Betsy (1928)
- Yellow Lily (1928)
- The Whip (1928)